# Heinrich Wille
Heinrich Wille (* 21. September 1938 in Wien; † 8. August 2018) war ein österreichischer Jurist und Politiker (ÖVP).

## Leben
Wille besuchte das Schottengymnasium, an dem er die Matura ablegte. Er studierte im Anschluss an der Universität Rechtswissenschaften und promovierte 1960. Ab 1969 war Wille Bezirksrat im 4. Wiener Gemeindebezirk Wieden, zwischen 1978 und 1979 hatte er das Amt des Bezirksvorsteher-Stellvertreters inne. Wille schied in der Folge aus der Politik aus, kehrte jedoch am 26. November 1990 als Nichtamtsführender Stadtrat in die Politik zurück. Wille übte das Amt bis zum 30. September 1992 aus, zwischen dem 1. Jänner 1991 und dem 1. September 1992 war er zudem Obmann der Wiener Volkspartei.
Seit 1956 war er Mitglied der katholischen Studentenverbindung KÖStV Austria Wien im ÖCV.

## Rechtsanwalt / symbolträchtige Klagen
Wille engagierte sich im Komitee „Österreicher gegen Wackersdorf“ und übernahm die Anwaltschaft für den Landwirt Josef Amerstorfer aus Pfarrkirchen im Mühlkreis. Dieser klagte 1986 gegen die atomare Wiederaufarbeitungsanlage Wackersdorf (WAA) in Bayern bzw. wegen Grundbesitzstörung gegen die DWK, weil er mit seinen Feldern nur 150 Kilometer entfernt von Wackersdorf durch die geplante WAA bedroht war. Amerstorfer begründete seine Klage damit, dass sein Hof in der Hauptwindrichtung von Wackersdorf liege und von dort über den 200 Meter hohen Schornstein sowie die in die Donau geleiteten Abwässer der WAA Strontium, Cäsium und Plutonium nach Österreich exportiert würden.
Wille vertrat auch den Landwirt Georg Maier aus Angern an der March, der 1986 Klage gegen den Bau des tschechoslowakischen Kernkraftwerkes Mochovce einreichte. Das Oberste Gericht in Österreich hatte erstmals in der Geschichte der internationalen Rechtsprechung die Klage gegen den Bau von Atommeilern in einem anderen Staat angenommen.
Im Auftrag des WWF erreichte Wille beim Verwaltungsgerichtshof eine Aufhebung des Wasserrechtsbescheides für das geplante Donau-Kraftwerk Hainburg.